# Pfarrkirche Zell am See-Schüttdorf

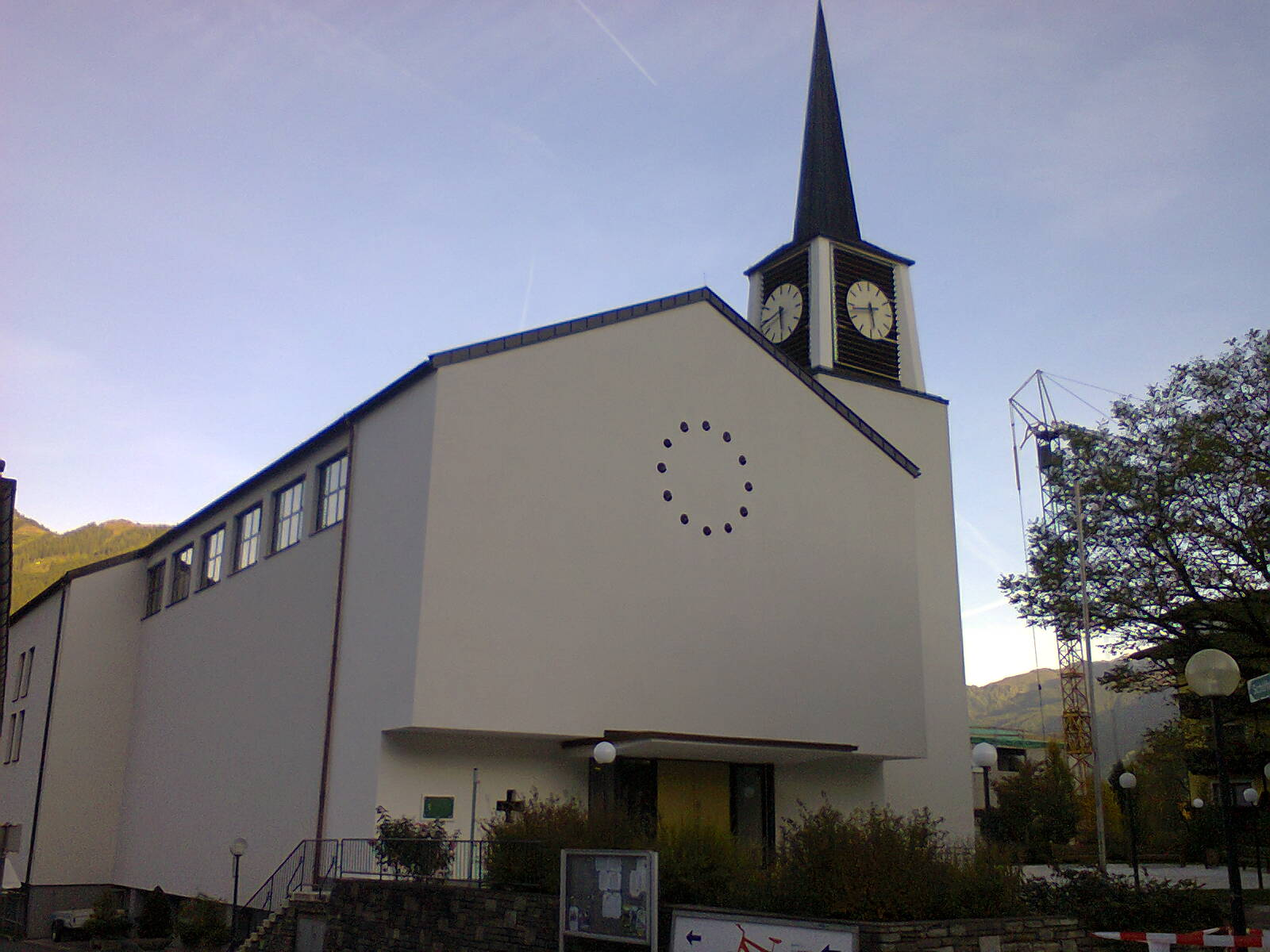
Pfarrkirche Zell am See-Schüttdorf

Die römisch-katholische Pfarrkirche Zell am See-Schüttdorf steht in Schüttdorf in der Stadtgemeinde Zell am See im Bezirk Zell am See im Land Salzburg. Die dem Patrozinium Hl. Papst Pius X. unterstellte Pfarrkirche gehört zum Dekanat Saalfelden in der Erzdiözese Salzburg.

## Geschichte
Die Kirche wurde von 1964 bis 1966 nach den Plänen des Architekten Fidelius Schmid erbaut.

## Architektur
Der geschlossene Kirchenbau hat eine dreischiffige Apsis. Der fünfgeschoßige Südturm trägt einen Spitzhelm, im Erdgeschoß befindet sich die Taufkapelle. Im Süden im Anschluss an den Chor befindet sich die Marienkapelle und der Pfarrhof.

## Einrichtung
Die Kreuzigungsgruppe entstand im 18. Jahrhundert. Das Abendmahlrelief und den Tabernakel schuf Josef Zenzmaier. Die Kreuzwegbilder malte die Malerin Ruth Eichberg 1977/1978. In der Marienkapelle befindet sich eine Marienfigur von Albin Moroder. Die Orgel wurde 2021 aus dem Hans-Rosbaud-Studio des SWR in Baden-Baden übernommen und ist ursprünglich ein Werk des Speyerer Orgelbauers Wolfgang Scherpf aus dem Jahr 1967, das 2021 durch die Firma Linder aus Nußdorf umgesetzt und erweitert wurde.